# Brechmorhoga diplosema
Brechmorhoga diplosema är en trollsländeart som beskrevs av Friedrich Ris 1913. Brechmorhoga diplosema ingår i släktet Brechmorhoga och familjen segeltrollsländor. Inga underarter finns listade i Catalogue of Life.